# Petinomys setosus
Petinomys setosus is een zoogdier uit de familie van de eekhoorns (Sciuridae). De wetenschappelijke naam van de soort werd voor het eerst geldig gepubliceerd door Temminck in 1844.

## Voorkomen
De soort komt voor in Birma, Brunei, Thailand, Maleisië en Indonesië.